# بو (فرنسا)
بو (بالفرنسية: Pau)‏، هي بلدية فرنسية لجنوب غرب فرنسا، محافظة ل إقليم البرانيس الأطلسية، منطقة نوفال-آكيتن  (Nouvelle-Aquitaine). المدينة تقع في قلب الولاية القديمة سوفرو بِيارن (souverain du Béarn)، التي هي العاصمة منذ 1464.
محاطة بنهر غاف دو بو (gave de Pau)، تبعد ب100 كلم من المحيط الأطلسي وعلى بعد 50 كم من إسبانيا.

## المناخ
يظهر الجدول التالي التغييرات المناخية على مدار السنة لبو:
| البيانات المناخية لـبو                         | البيانات المناخية لـبو | البيانات المناخية لـبو | البيانات المناخية لـبو | البيانات المناخية لـبو | البيانات المناخية لـبو | البيانات المناخية لـبو | البيانات المناخية لـبو | البيانات المناخية لـبو | البيانات المناخية لـبو | البيانات المناخية لـبو | البيانات المناخية لـبو | البيانات المناخية لـبو | البيانات المناخية لـبو |
| الشهر                                          | يناير                  | فبراير                 | مارس                   | أبريل                  | مايو                   | يونيو                  | يوليو                  | أغسطس                  | سبتمبر                 | أكتوبر                 | نوفمبر                 | ديسمبر                 | المعدل السنوي          |
| ---------------------------------------------- | ---------------------- | ---------------------- | ---------------------- | ---------------------- | ---------------------- | ---------------------- | ---------------------- | ---------------------- | ---------------------- | ---------------------- | ---------------------- | ---------------------- | ---------------------- |
| الدرجة القصوى °م (°ف)                          | 24.5 (76.1)            | 27.8 (82.0)            | 31.0 (87.8)            | 30.8 (87.4)            | 34.1 (93.4)            | 38.1 (100.6)           | 39.2 (102.6)           | 39.9 (103.8)           | 36.3 (97.3)            | 34.0 (93.2)            | 27.1 (80.8)            | 27.2 (81.0)            | 39.9 (103.8)           |
| متوسط درجة الحرارة الكبرى °م (°ف)              | 11.0 (51.8)            | 12.2 (54.0)            | 15.2 (59.4)            | 16.8 (62.2)            | 20.5 (68.9)            | 23.6 (74.5)            | 25.8 (78.4)            | 25.9 (78.6)            | 23.8 (74.8)            | 19.8 (67.6)            | 14.3 (57.7)            | 11.6 (52.9)            | 18.4 (65.1)            |
| المتوسط اليومي °م (°ف)                         | 6.5 (43.7)             | 7.3 (45.1)             | 10.0 (50.0)            | 11.9 (53.4)            | 15.6 (60.1)            | 18.7 (65.7)            | 20.6 (69.1)            | 20.7 (69.3)            | 18.2 (64.8)            | 14.7 (58.5)            | 9.8 (49.6)             | 7.2 (45.0)             | 13.5 (56.3)            |
| متوسط درجة الحرارة الصغرى °م (°ف)              | 2.1 (35.8)             | 2.5 (36.5)             | 4.8 (40.6)             | 6.9 (44.4)             | 10.7 (51.3)            | 13.8 (56.8)            | 15.5 (59.9)            | 15.5 (59.9)            | 12.6 (54.7)            | 9.6 (49.3)             | 5.3 (41.5)             | 2.7 (36.9)             | 8.5 (47.3)             |
| أدنى درجة حرارة °م (°ف)                        | −14.8 (5.4)            | −15.0 (5.0)            | −8.9 (16.0)            | −6.0 (21.2)            | −1.3 (29.7)            | 3.6 (38.5)             | 1.5 (34.7)             | 1.7 (35.1)             | −1.0 (30.2)            | −4.2 (24.4)            | −9.6 (14.7)            | −12.6 (9.3)            | −15.0 (5.0)            |
| الهطول مم (إنش)                                | 94.4 (3.72)            | 83.3 (3.28)            | 85.9 (3.38)            | 112.4 (4.43)           | 98.8 (3.89)            | 77.2 (3.04)            | 56.7 (2.23)            | 67.5 (2.66)            | 78.9 (3.11)            | 99.7 (3.93)            | 116.9 (4.60)           | 98.2 (3.87)            | 1٬069٫9 (42.12)        |
| متوسط أيام هطول الأمطار (≥ 1.0 mm)             | 11.5                   | 10.3                   | 10.4                   | 13.1                   | 12.8                   | 9.7                    | 7.9                    | 8.3                    | 8.5                    | 11.1                   | 10.9                   | 11.0                   | 125.4                  |
| متوسط الرطوبة النسبية (%)                      | 83                     | 80                     | 77                     | 78                     | 78                     | 78                     | 78                     | 80                     | 80                     | 83                     | 83                     | 84                     | 80.2                   |
| ساعات سطوع الشمس الشهرية                       | 104.8                  | 121.1                  | 164.6                  | 165.6                  | 185.8                  | 195.7                  | 207.8                  | 203.7                  | 183.8                  | 143.9                  | 104.6                  | 95.9                   | 1٬877٫2                |
| المصدر #1: Météo France                        |                        |                        |                        |                        |                        |                        |                        |                        |                        |                        |                        |                        |                        |
| المصدر #2: Infoclimat.fr (humidity, 1961–1990) |                        |                        |                        |                        |                        |                        |                        |                        |                        |                        |                        |                        |                        |

## توأمة
لبو (فرنسا) اتفاقيات توأمة مع كل من:
- غوتينغن (1983 -)
- سيتوبال
- سرقسطة
- بستويا
- كوفو
- سوانزي
- دالوا [الإنجليزية]‏
- شيان

## أعلام
- كارل الرابع عشر يوهان
- نيكولاس سالميرون
- جيريمي شاردي
- فرانسيس فويبس
- إنفانتي سيبستيان من إسبانيا والبرتغال

## معرض صور

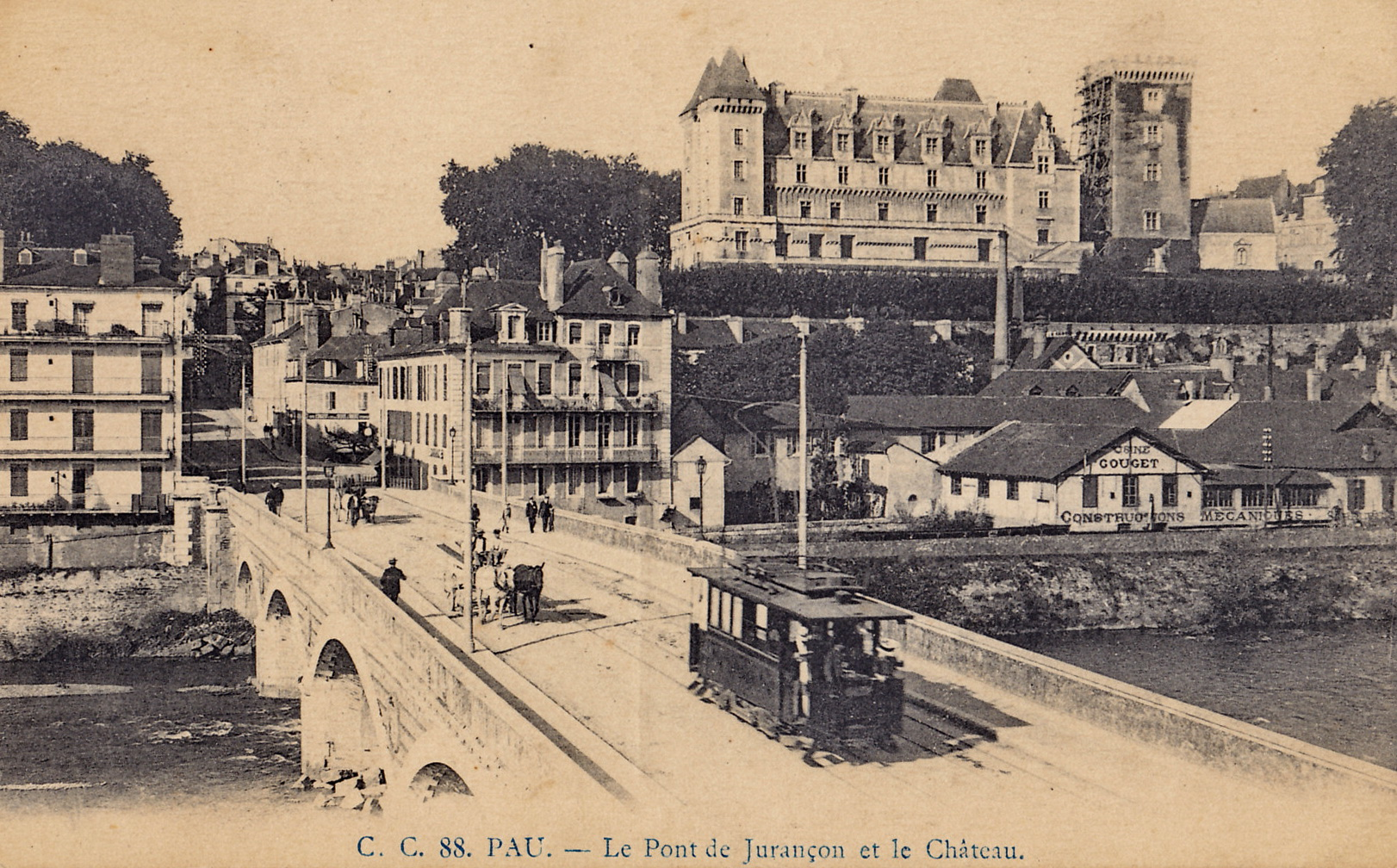
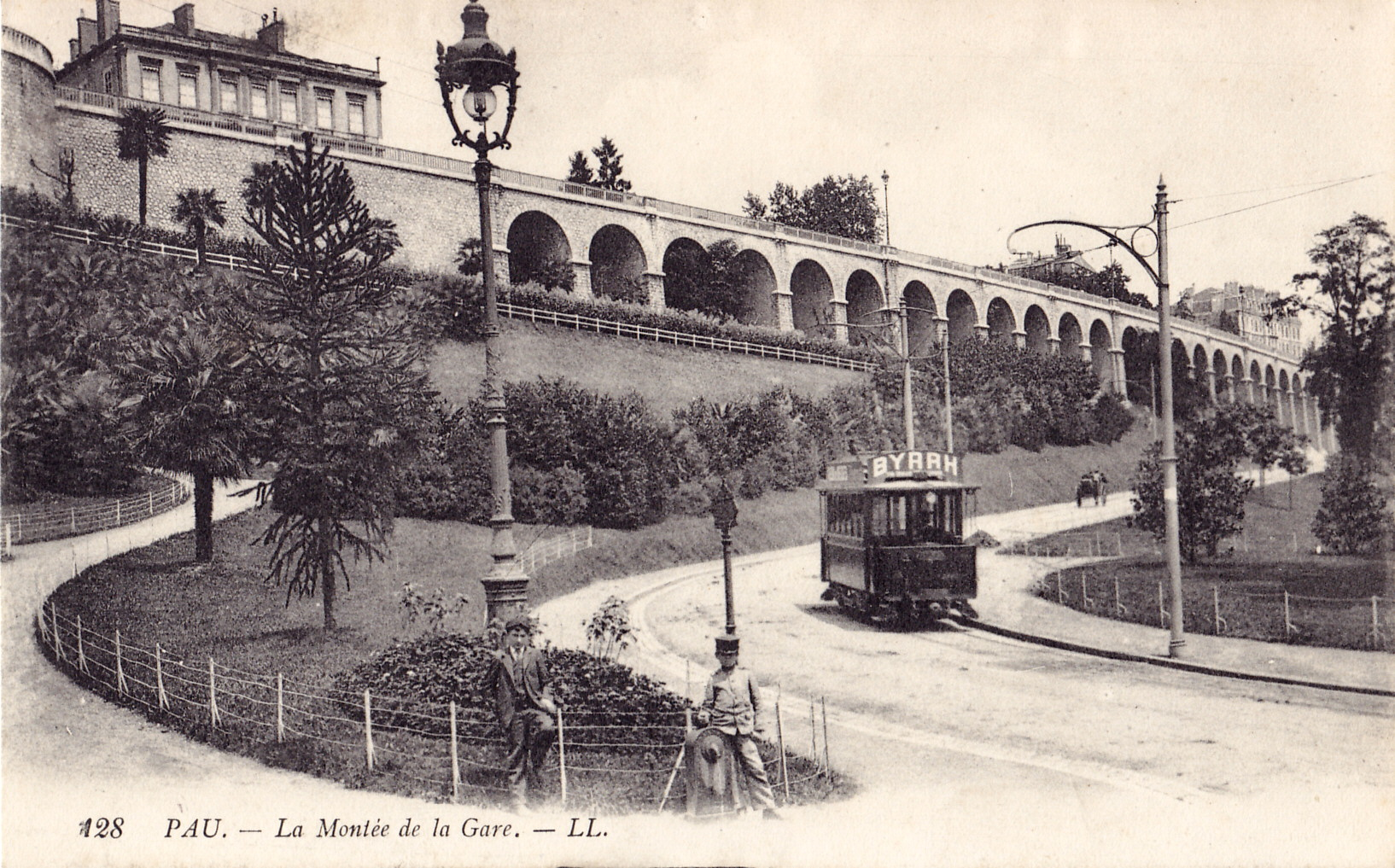
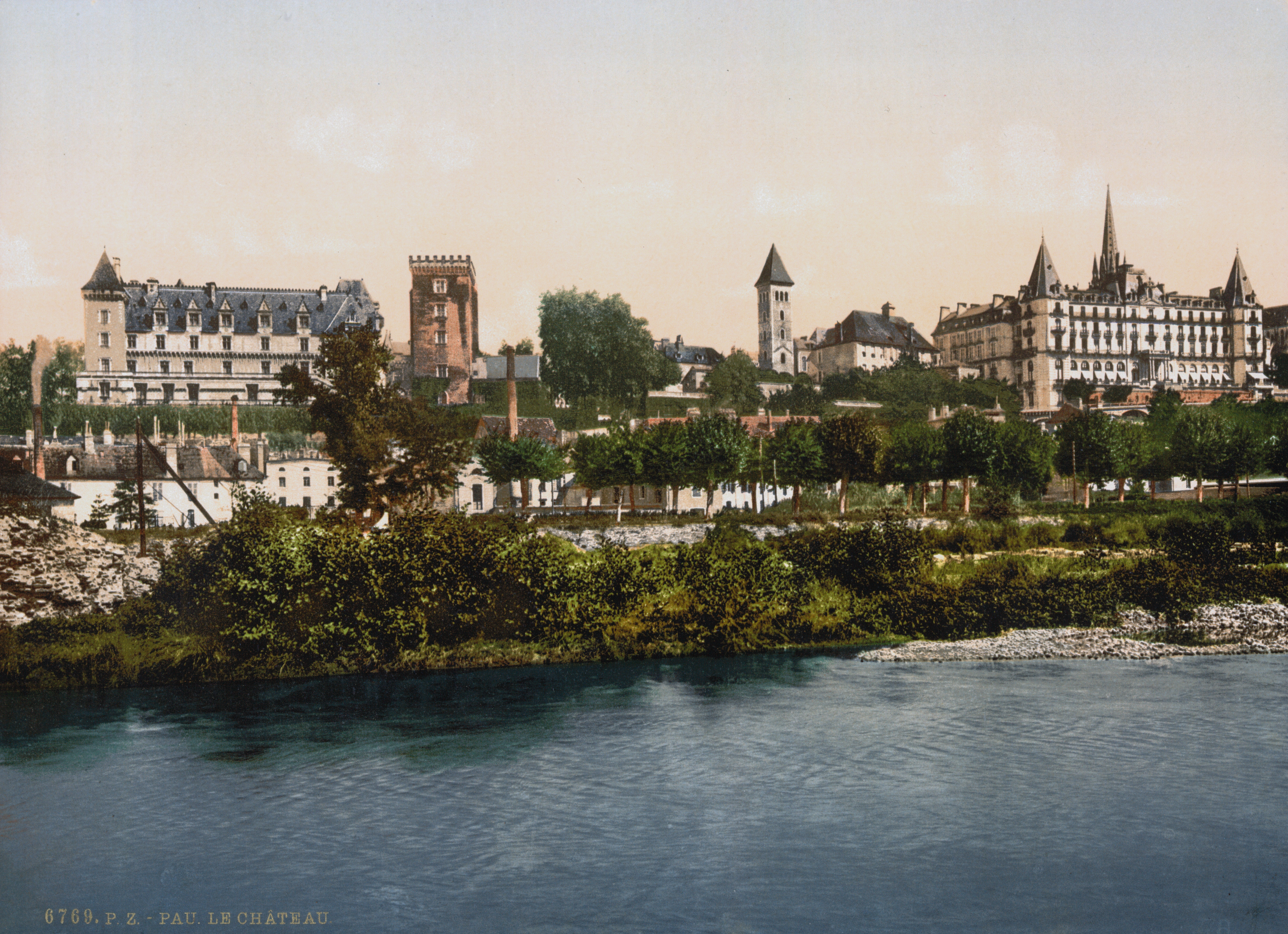